# Vaslui
Vaslui (rumænsk: vasˈluj) er hovedstaden af distriktet Vaslui i det østlige Rumænien. Byen havde i 2011 55.407 indbyggere.
I 1475 sejrede den moldaviske fyrste Stefan den Store over det Osmanniske Rige i Slaget ved Vaslui.
Vaslui er hjemsted for fodboldklubben FC Vaslui, der i 2000'erne og 2010'erne var blandt de førende rumænske klubber, indtil klubben i 2014 blev tvangsnedrykket som følge af økonomiske problemer.
Gheorghe Mironescu, statsminister i Rumænien i 1930'erne, blev født i Vaslui.